# Hyacinth Holland
Pour les articles homonymes, voir Holland.
Hyacinth Holland, né le 16 août 1827 à Munich et mort le 16 janvier 1918 dans la même ville, est un historien allemand de l'art et de la littérature.

## Biographie
Il est le fils de l'avocat Christoph Holland et de son épouse Karoline Seel. En 1846, il est diplômé du Lycée Guillaume de Munich (de). Il commence à étudier la théologie catholique à l'université de sa ville natale, mais se dirige ensuite vers le droit et la médecine. En 1853, il termine avec succès ses études d'histoire de l'art et de littérature à l'Université de Würzburg avec son doctorat.